# Îles d’Hyères
Die Îles d’Hyères (deutsch Hyèrische Inseln), in der Antike Stoichaden (altgriechisch Στοιχάδες νῆσοι, lateinisch Stoechades insulae), sind eine französische Inselgruppe im Mittelmeer. Die Inseln sind der Côte d’Azur bei Hyères vorgelagert. Wegen der golden schimmernden Klippen werden sie auch als Îles d’Or ‚Goldinseln‘ bezeichnet.
Die drei Hauptinseln sind Porquerolles, Port-Cros und Île du Levant. Sie haben zusammen eine Fläche von etwa 28 km². Fortgesetzt wird die Inselkette in annähernd westlicher Richtung von der Halbinsel Giens, die durch einen Doppel-Tombolo mit dem Festland verbunden ist.
Der Archipel der hyèrischen Inseln ist geologisch eine Verlängerung des Massif des Maures, von dem es vor etwa 20.000 Jahren durch den steigenden Meeresspiegel abgetrennt wurde. Das Klima ist mediterran mit milden Wintern und heiß-trockenen Sommern.